# Stoke Albany
Stoke Albany is een civil parish in het bestuurlijke gebied Kettering, in het Engelse graafschap Northamptonshire met 390 inwoners.